# Zygometra microdiscus
Zygometra microdiscus is een haarster uit de familie Zygometridae.
De wetenschappelijke naam van de soort werd in 1882 gepubliceerd door Francis Jeffrey Bell.